# Камень-Шльонський
Камень-Шльонський (пол. Kamień Śląski, нім. Gross Stein) — село в Польщі, у гміні Ґоґолін Крапковицького повіту Опольського воєводства. Населення — 1356 осіб (2011).

## Демографія
Демографічна структура станом на 31 березня 2011 року:
|          | Загалом | Допрацездатний вік | Працездатний вік | Постпрацездатний вік |
| -------- | ------- | ------------------ | ---------------- | -------------------- |
| Чоловіки | 653     | 98                 | 457              | 98                   |
| Жінки    | 703     | 95                 | 426              | 182                  |
| Разом    | 1356    | 193                | 883              | 280                  |